# Women's Liberal Federation

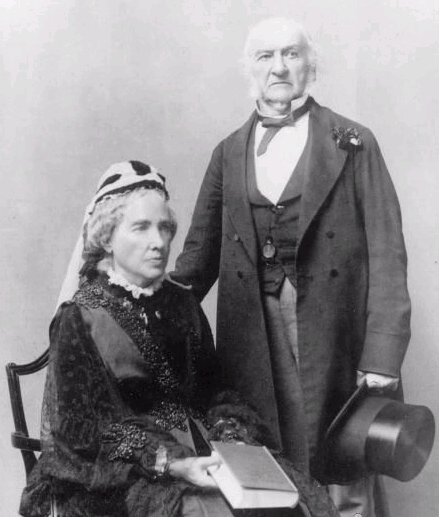
Catherine (première présidente de la WLF) et William Gladstone.

La Women's Liberal Federation (WLF), était l'organisation féminine du Parti libéral britannique.

## Histoire
La Women's Liberal Federation est créée à l'initiative de Sophia Fry qui, en 1886, réunit chez elle une quinzaine d'associations féminines libérales locales. L'idée de monter une organisation nationale est acceptée et prend forme en 1887, lors de la rencontre de quarante associations à Londres. Elle compte au départ 6 000 membres mais ce nombre augmente rapidement, atteignant 75 000 femmes en 1892. En 1904, la WLF compte 494 associations affiliées et environ 67 600 membres.
Jusqu'en 1892, la Women's Liberal Federation est divisée entre les partisanes du droit de vote des femmes et celles qui déclaraient être neutres en la matière. Cette année-là, le Premier ministre libéral William Gladstone écrit une lettre s'opposant au vote féminin, et la WLF organise alors un débat de trois jours pour établir une position ferme sur le sujet. Finalement, les déléguées votent pour soutenir le droit de vote des femmes. Cela conduit au départ d'environ 50-60 organisations affiliées, soit 7 000-10 000 personnes, qui créent la Women's National Liberal Association.
En 1905, le WLF demande une législation plus juste pour les femmes, comprenant l'introduction du suffrage féminin lors des élections locales et parlementaires, au même titre que les hommes.
En 1988, lorsque le Parti libéral fusionne avec le Parti social-démocrate pour former les Libéraux-démocrates, la Women's Liberal Federation est dissoute.

## Liste des présidentes (1887-1968)

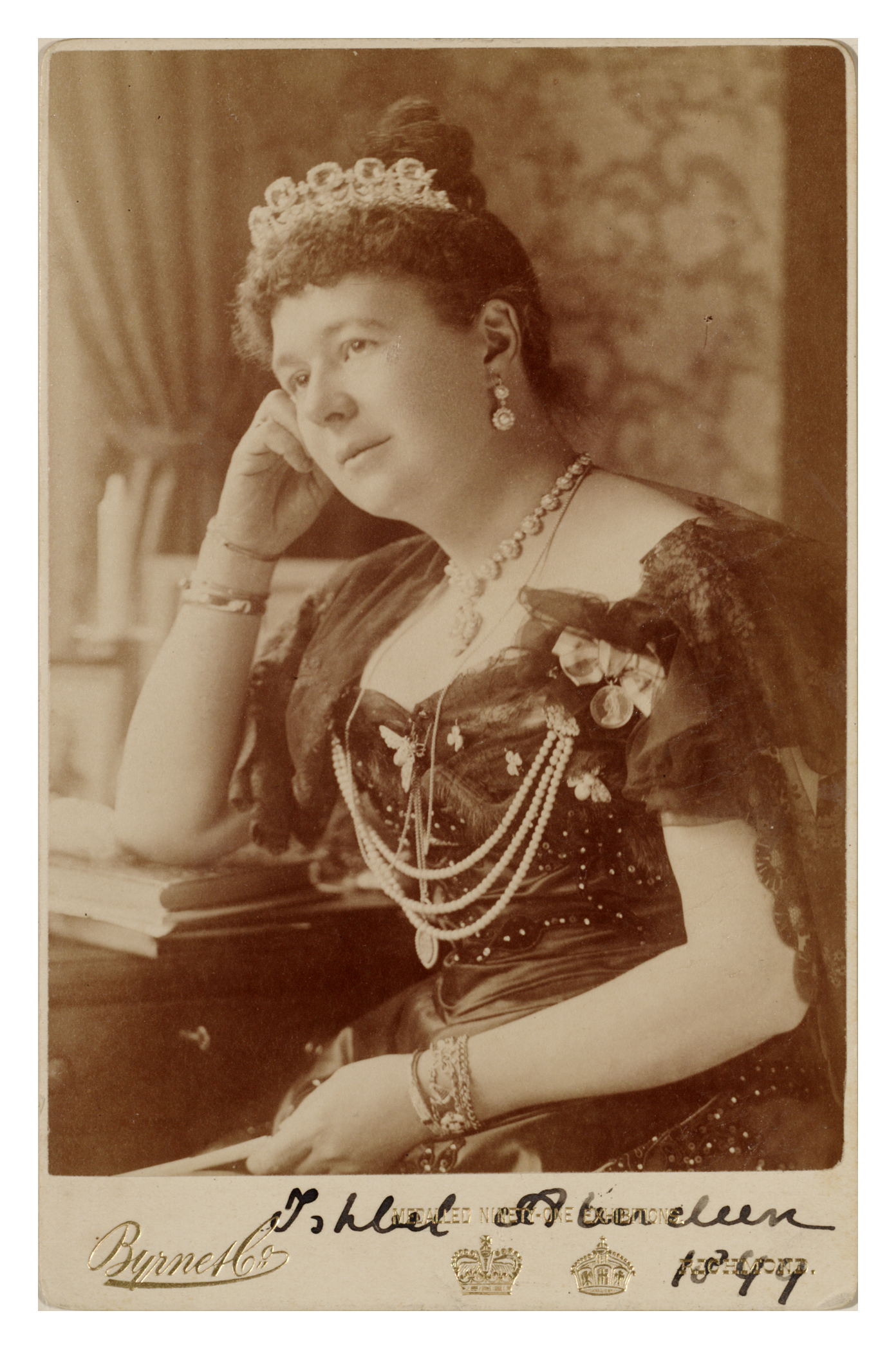
Ishbel Hamilton-Gordon.

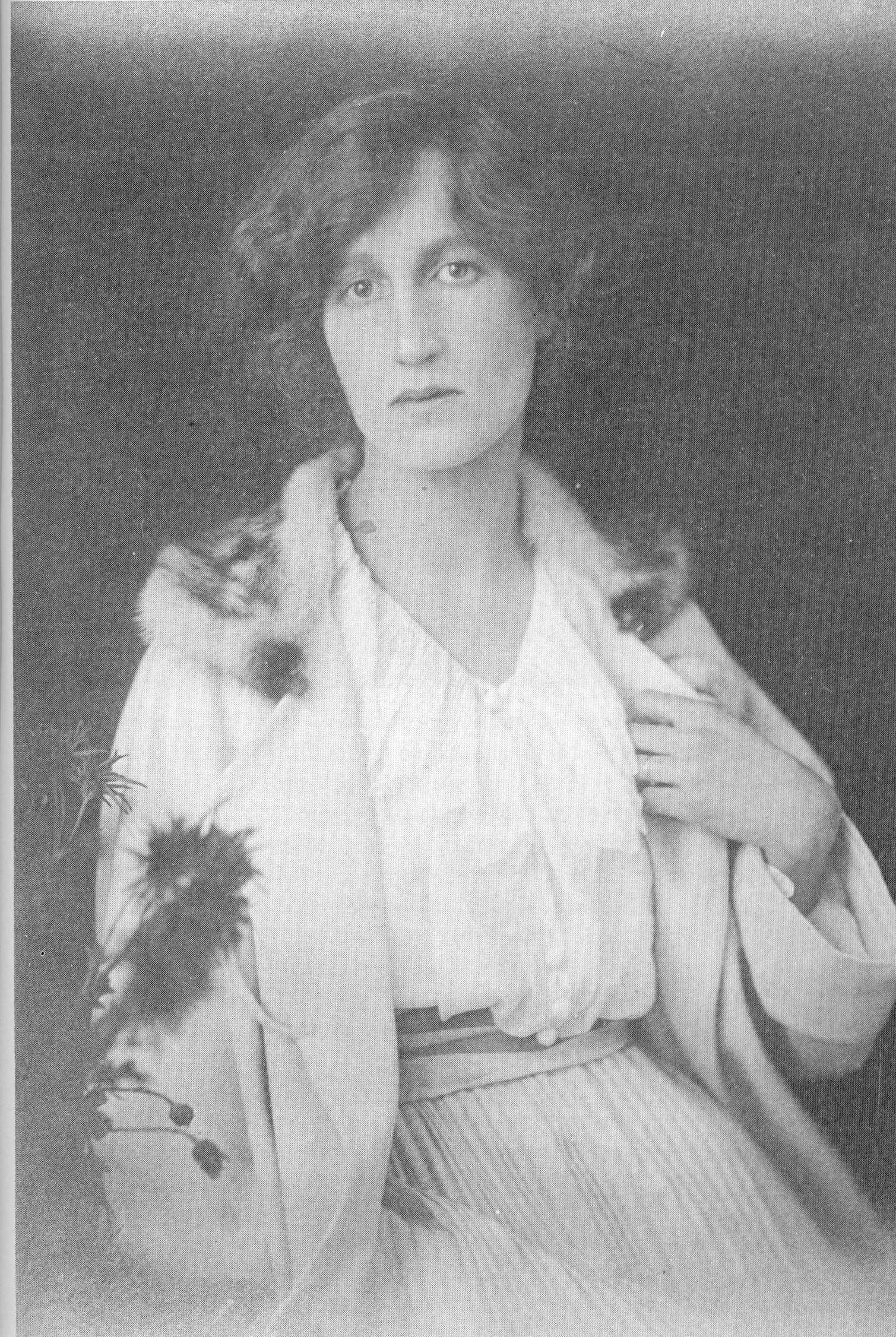
Violet Bonham Carter.

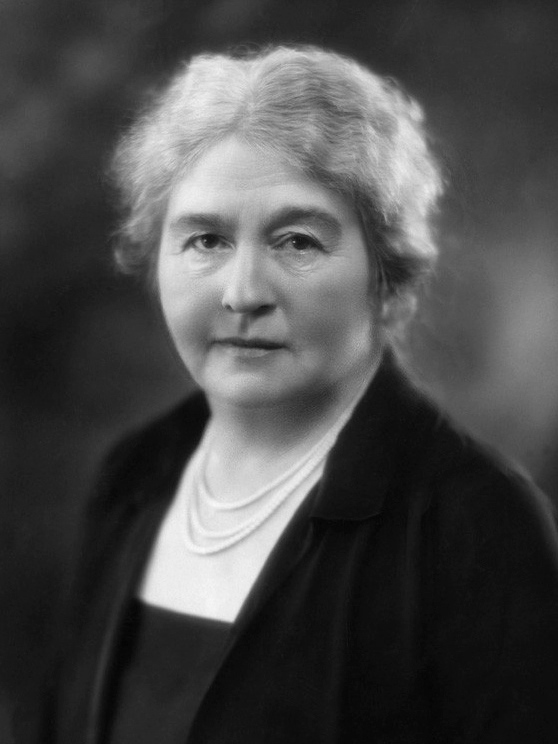
Hilda Runciman.

La présidente est élue chaque année.
| Début            | Fin               | Nom                             |
| ---------------- | ----------------- | ------------------------------- |
| 1887             | 1893              | Catherine Gladstone             |
| 1893             | 1894              | Ishbel Hamilton-Gordon          |
| 1894             | 1902              | Rosalind Howard                 |
| 1902             | 1906              | Ishbel Hamilton-Gordon          |
| 1906             | 1915              | Rosalind Howard                 |
| 1915             | 1919              | Laura McLaren                   |
| 1919             | 1921              | Hilda Runciman                  |
| 1921             | 1923              | La vicomtesse Cowdray           |
| 1923             | 1925              | Violet Bonham Carter            |
| 1925             | 1927              | Margaret Wintringham            |
| 1927             | 1929              | Margery Corbett Ashby           |
| 1929             | 1931              | Eleanor Acland                  |
| 1931             | 1932              | Catherine Alderton              |
| 1932             | 1934              | Margaret Wintringham            |
| 1934             | 1936              | Alison Garland                  |
| 1936             | 1938              | Megan Lloyd George              |
| 1938             | 1939              | La vicomtesse Dorothy Gladstone |
| 1939             | 1945              | Violet Bonham Carter            |
| 1945             | 1947              | Megan Lloyd George              |
| 1947             | 1949              | Eleanor Layton, Lady Layton     |
| 1949             | 1950              | Ethel Strudwick                 |
| 1950             | 1952              | Doreen Gorsky                   |
| 1952             | 1955              | Malys Thompson                  |
| 1955             | 19??              | Sybil Mary Whitamore            |
| 1961             | 1962              | Heather Harvey                  |
| 1962             | 1964 ou plus tard | Winifred Grubb                  |
| à partir de 1965 | ?                 | Audrey Malindine                |
| 1966             | 1968              | Gaenor Heathcoat Amory          |
| 1968             | 1970              | Inga-Stina Robson               |
| 1970             | 1972              | Penelope Jessel                 |
| 1972             | 1974              | Joyce Rose                      |
| 1974             | 1977              | Nancy Seear                     |
| 1977             | 1978              | Nelia Penman                    |
| 1978             | 19??              | Meg Budd                        |
| 197?             | 198?              | Desmond Banks                   |
| 198?             | 1983              | Elizabeth Sidney                |
| 1983             | 1985              | Laura Grimond                   |
| 1986             | 1988              | Christina Baron                 |